# Ollolai
Ollolai (sardisk: Ollolài) er en by og en kommune (comune) i provinsen Nuoro i regionen Sardinien i Italien. Byen ligger i 960 meters højde og har 1.291 indbyggere (2016). Kommunen har et areal på 27,24 km² og grænser til kommunerne Gavoi, Mamoiada, Olzai, Ovodda, Sarule og Teti.